# 1997-es Copa América (keretek)
A következő lista tartalmazza a Bolíviában rendezett, 1997-es Copa Américan részt vevő nemzeteinek játékoskereteit. A tornát 1997. június 11-e és 29-e között rendezték. Mexikó és Costa Rica meghívottként vett részt.